# Wanda Stefânia
Vanda Simonis (São Paulo, 5 de fevereiro de 1949), mais conhecida pelo nome artístico Wanda Stefânia, é uma professora de teatro e ex-atriz brasileira. Após Amor com Amor Se Paga (1984) abandonou a televisão devido a síndrome de burnout e passou a focar apenas no teatro como atriz e professora.
Desde então apareceu na televisão apenas em breves participações nos primeiros capítulos de  Floradas na Serra  (1991) e Brida (1998), até enfim aceitar estrelar Canavial de Paixões (2003), novela com a qual decidiu encerrar de vez a carreira de atriz para apenas dar aulas.

## Vida pessoal
Foi casada com o diretor Hugo Barreto com quem tem uma filha: Rebecca Barreto.

## Carreira

### Televisão
| Ano  | Título                    | Personagem              | Notas                              | Emissora          |
| ---- | ------------------------- | ----------------------- | ---------------------------------- | ----------------- |
| 1973 | Rosa dos Ventos           | Juliana                 |                                    | Rede Tupi         |
| 1974 | A Barba-Azul              | Ivete                   |                                    | Rede Tupi         |
| 1975 | Ovelha Negra              | Glorinha                |                                    | Rede Tupi         |
| 1976 | Canção para Isabel        | Isabel                  |                                    | Rede Tupi         |
| 1976 | O Julgamento              | Elisa                   |                                    | Rede Tupi         |
| 1977 | Éramos Seis               | Carmem                  |                                    | Rede Tupi         |
| 1978 | Te Contei?                | Sabrina                 |                                    | Rede Globo        |
| 1978 | Aritana                   | Iara                    |                                    | Rede Tupi         |
| 1979 | Como Salvar Meu Casamento | Paula                   |                                    | Rede Tupi         |
| 1980 | Cavalo Amarelo            | Jaci                    |                                    | Rede Bandeirantes |
| 1981 | Rosa Baiana               | Helena                  |                                    | Rede Bandeirantes |
| 1982 | O Pátio das Donzelas      | Cinara                  |                                    | TV Cultura        |
| 1982 | Caso Verdade              | Zélia Cericola (adulta) | Episódio: "A Vovó Trapézio Voador" | Rede Globo        |
| 1982 | Avenida Paulista          | Juliana                 |                                    | Rede Globo        |
| 1983 | Maçã do Amor              | Heleninha               |                                    | Rede Bandeirantes |
| 1984 | Amor com Amor Se Paga     | Santusa                 |                                    | Rede Globo        |
| 1991 | Floradas na Serra         | Araci                   |                                    | Rede Manchete     |
| 1998 | Brida                     | Marília                 |                                    | Rede Manchete     |
| 2003 | Canavial de Paixões       | Remédios                |                                    | SBT               |

### Cinema
| Ano  | Título                             | Personagem |
| ---- | ---------------------------------- | ---------- |
| 1979 | Mulheres do Cais                   | Terezinha  |
| 1978 | A Santa Donzela                    | Verinha    |
| 1972 | A Infidelidade ao Alcance de Todos | Joyce      |

### Teatro[7]
- 2003 - Caminheira
- 2002 - A Casa Antiga
- 2001 - Vassah, A Dama de Ferro
- 1996 - As Bruxas
- 1989 - Ligações Perigosas
- 1988 - Macbeth
- 1987 - Mulher, O Melhor Investimento
- 1987 - A Lua Começa a Ser Real
- 1986 - Por Cima das Estrelas
- 1985 - O Diário íntimo de Adão e Eva
- 1983 - Oito Mulheres
- 1981 - O Bebê Furioso
- 1980 - Arte Final
- 1980 - Oh, Carol!
- 1978 - As Cadeiras
- 1977 - Carla, Gigi e Margot - prêmio APCA de revelação em 1977.
- 1975 - Nós Sabemos Fazer
- 1974 - Um Violinista no Telhado - Shprintze
- 1972 - A Infidelidade ao Alcance de Todos
- 1969 - Camaleão na Lua
- 1967 - Tempo de Espera